# Crocodilosa virulenta
Crocodilosa virulenta là một loài nhện trong họ Lycosidae.
Loài này thuộc chi Crocodilosa. Crocodilosa virulenta được Octavius Pickard-Cambridge miêu tả năm 1876.